# Offa (Nigeria)
Offa è una delle sedici aree a governo locale (local government areas) in cui è suddiviso lo stato di Kwara, in Nigeria. Conta una popolazione di 108.792 abitanti.